# Santa Rosa de Lima (Santa Catarina)
Santa Rosa de Lima is een gemeente in de Braziliaanse deelstaat Santa Catarina. De gemeente telt 2.103 inwoners (schatting 2009).

## Aangrenzende gemeenten
De gemeente grenst aan Anitápolis, Rio Fortuna, São Bonifácio, São Martinho en Urubici.